# Feliks Szynalewski

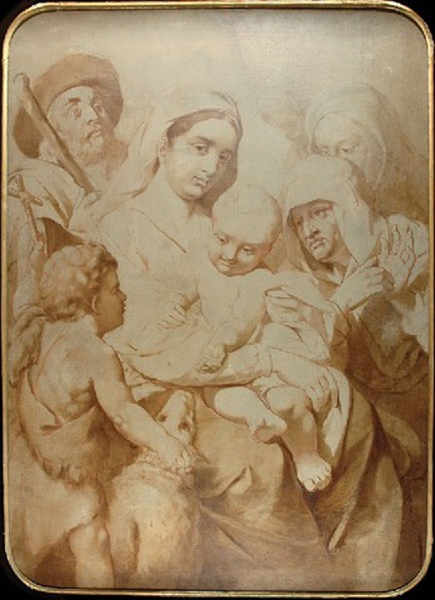
Święta Rodzina

Feliks Jan Nepomucen Szynalewski (ur. 11 maja 1825 w Krakowie, zm. 12 marca 1892 tamże) – polski malarz, profesor rysunku Krakowskiej Szkoły Sztuk Pięknych, kolekcjoner.

## Życiorys
W latach 1841–1851 studiował w Szkole Rysunku i Malarstwa początkowo pobierając lekcje rysunku u Jana Nepomucena Bizańskiego i Jana Nepomucena Głowackiego, a od 1843 roku pod okiem Wojciecha Kornelego Stattlera w Krakowie. Naukę kontynuował w Warszawie od 1844 roku na uniwersyteckim Wydziale Sztuk Pięknych. Przebywając w stolicy pracował w zakładzie litograficznym F. Szustra. W 1845 roku powrócił do Krakowa, gdzie ukończył studia. Dzięki otrzymanemu dwuletniemu stypendium wyjechał do Wiednia oraz zwiedził Monachium i Drezno. W 1857 roku powrócił do Krakowa i objął posadę jako nauczyciel w Szkole Sztuk Pięknych, gdzie pracował do końca życia kształtując talenty takich znakomitych malarzy jak Jan Matejko, Aleksander Kotsis, Aleksander Gryglewski, Jacek Malczewski, Ludwik Stasiak, Stanisław Lentz, Kazimierz Pochwalski, Józef Rapacki, Samuel Hirszenberg i Zefiryn Ćwikliński.
W 1879 roku pełnił funkcję dyrektora Towarzystwa Przyjaciół Sztuk Pięknych w Krakowie.
Pochłonięty pracą pedagogiczną nie pozostawił po sobie wielu dzieł. Tworzył głównie obrazy o tematyce religijnej, kompozycje historyczne oraz portrety (m.in. Agenora Gołuchowskiego, Józefa Muczkowskiego, hrabiego Tadeusza Morsztyna, członków rodzinny Pollerów). Dokumentował też szczegóły zabytków Krakowa. W Kolegiacie pod wezwaniem Bożego Ciała w Jarosławiu znajdują się jego obrazy ołtarzowe. Około 1870 roku zaprojektował fryz wykonany w technice sgraffito okalający ściany dziedzińca Biblioteki Jagiellońskiej (obecnie Collegium Maius) składający się z 30 portretów uczniów i profesorów Uniwersytetu.
Akademickie malarstwo Szynalewskiego wskazuje na silne inspiracje tradycją renesansową, dzięki pełnemu swobody, miękkiemu prowadzeniu linii rysunku.
Jego pasją było kolekcjonerswo - po 1860 roku zainteresował się numizmatyką. Zgomadził duży zbiór (ponad 1000 sztuk) medalików religijnych. W 1887 roku wydał katalog swoich zbiorów, który samodzielnie zilustrował. Kolekcję moneti i medali był zmuszony sprzedać pod koniec życia ze względu na słabą sytuację materialną.